# 4446 Керолін
4446 Керолін (4446 Carolyn, попереднє позначення 1985 TT) — темний астероїд типу C, належить до групи Гільди з найвіддаленіших регіонів головного поясу астероїдів діаметром приблизно 30 км. Відкритий 15 жовтня 1985 року американським астрономом Едвард Бовеллом на станції Андерсон-Меса Ловеллівської обсерваторії поблизу Флагстаффа, штат Аризона, США. Названий на честь Керолін Шумейкер — американської жінки-астронома, співвідкривачки комети Шумейкерів — Леві 9.
Тіссеранів параметр щодо Юпітера — 2,973. Астероїд має довший за середній період обертання — 40,9 год.